# Microdrosophila bicornua
Microdrosophila bicornua är en tvåvingeart som beskrevs av Toyohi Okada 1985. Microdrosophila bicornua ingår i släktet Microdrosophila och familjen daggflugor. Inga underarter finns listade i Catalogue of Life.